# 井上忠司
井上 忠司（いのうえ ただし、1939年 - ）は、日本の心理学者。専攻は社会心理学・生活文化論。元甲南女子大学人間科学部教授。

## 経歴
1939年京都峰山町(現：京丹後市）生まれ。1963年東北大学文学部（心理学専攻）卒業。1966年京都大学大学院教育学研究科修士課程修了。1969年同大学院博士課程単位取得満期退学。
1995年奈良女子大学文学部教授を経て、2001-10年甲南女子大学人間科学部教授。国立民族学博物館客員教授も務めた。

## 主な著作

### 単著
- 『「世間体」の構造―社会心理史への試み―』（日本放送出版協会・NHKブックス、のち講談社学術文庫）
- 『まなざしの人間関係―視線の作法―』（講談社・講談社現代新書）
- 『風俗の社会心理』（講談社）
- 『「家庭」の風景―社会心理史ノート―』（日本放送出版教会・NHKブックス）
- 『風俗の文化心理』（世界思想社）

### 共著
- 『高度成長から低成長時代へ（昭和日常生活史）』（加藤秀俊・高田公理・細辻恵子、角川書店）
- 『欠乏から消費の時代へ（昭和日常生活史）』（加藤秀俊・高田公理・細辻恵子、角川書店）
- 『現代家庭の年中行事』（サントリー不易流行研究所、講談社・講談社現代新書）

### 編著
- 『現代日本における伝統と変容4　都市のフォークロア』（ドメス出版）

### 共編著
- 『食事作法の思想』（石毛直道、ドメス出版）
- 『文化の地平線―人類学からの挑戦』（祖田修・福井勝義、世界思想社）
- 『生活文化を学ぶ人のために』（石川実、世界思想社）
- 『食と人生―81の物語り』（石毛直道、味の素食の文化センター）